# Zeekr 001
La Zeekr 001 è la prima autovettura elettrica prodotta dalla casa automobilistica cinese Zeekr a partire dall'ottobre 2021.

## Debutto e contesto

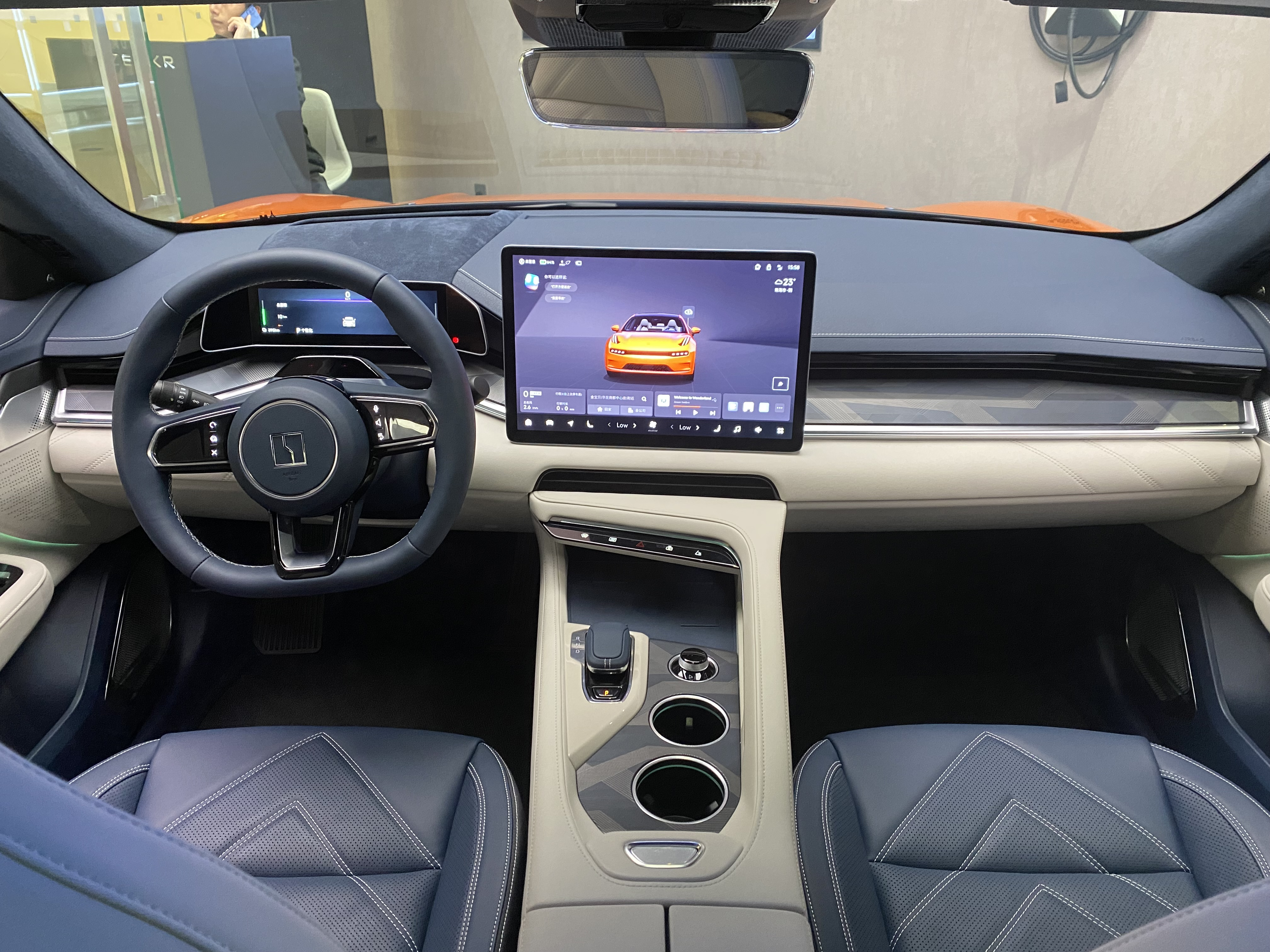
Interni

La Zeekr 001 è stata originariamente presentata nel 2020 in anteprima sotto forma di concept car chiamata Lynk & Co Zero Concept.
La versione per la produzione in serie della 001 è stata presentata il 16 aprile 2021 al salone di Shanghai, venendo poi lanciata sul mercato cinese nell'ottobre 2021. Il design della carrozzeria da shooting brake è simile alla Porsche Panamera Sport Turismo e presenta un frontale che richiama quello della Lynk & Co 05, anch'essa prodotta da Geely.
Lo 001 si basa sulla piattaforma Sustainable Experience Architecture specifica per i modelli elettrici del gruppo Geely.
Ad inizio 2023 è stata sottoposta a un lieve restyling.